# Presidente Médici (kommun i Brasilien, Maranhão)
Presidente Médici är en kommun i Brasilien.   Den ligger i delstaten Maranhão, i den nordöstra delen av landet, 1 500 km norr om huvudstaden Brasília. Antalet invånare är 6 370.
Omgivningarna runt Presidente Médici är huvudsakligen savann. Runt Presidente Médici är det ganska glesbefolkat, med 21 invånare per kvadratkilometer.